# Hoist Finance
Hoist Finance est une entreprise spécialisée dans le rachat et le recouvrement de créances douteuses, créée en Suède en 1994, implantée dans 10 pays européens (dont la France en 2004).

## Activité
L'entreprise a pour activité de racheter et recouvrer des créances bancaires de particuliers en proposant des calendriers de remboursement adaptés et évolutifs selon la situation. Hoist Finance appartient à un groupe qui compte 1 700 salariés répartis dans 11 pays. En France, il compte 130 salariés sur trois sites (Lille, Paris et Bayonne).

### Évolution de la réglementation en 2016-2018
Les directives de la banque centrale européenne visent, depuis 2016, à limiter la quantité de créances douteuses au sein des banques, et le ratio de créances douteuses au sein des banques d'Europe est passé de 8 à 5% en deux ans. En décembre 2018, l'institution financière Finansinspektionen a notamment annoncé un changement sur la manière dont les risques seront considérés dans l'évaluation de la valeur d'un crédit acquis en retard, ce qui a provoqué une chute de la valeur en bourse d'Hoist Finance, qui s'est ensuite stabilisée et a commencé à remonter le mois suivant. Le PDG, Klaus-Anders Nysteen, a déclaré en réponse : « nous (Hoist Finance) sommes décidés (...) à exploiter les opportunités intéressantes que nous voyons sur le marché en croissance ».

### Rachats lors de la crise Grecque
En 2018, plus de 40 % des prêts en Grèce entraient dans la catégorie des créances douteuses (dites Bad loans ou Non performing loans en anglais), allant jusqu'à 52 % de telles créances pour le crédit à la consommation. En 2018, Hoist Finance a participé à la restructuration d'une partie des créances douteuses.

### Cash Investigation
Le 4 février 2021, l'émission Cash Investigation enquête sur le fonctionnement de cette entreprise et révèle les stratégies internes pour recouvrer les dettes des clients débiteurs, y compris pour des dettes forcloses. Certains des salariés de Hoist Finance avaient lancé une procédure d'urgence en référé le mardi 2 février pour empêcher la diffusion, le tribunal de grande instance de Paris donnera raison aux journalistes le matin du 4 février 2021 juste avant la diffusion de l'émission. Cette émission est vue par 2,3 millions de téléspectateurs.

## Exemples d'acquisitions de créance
- 2018 : Acquisition de prêts immobiliers en France auprès d'une banque européenne[8]
- 2018 : Acquisition de prêts auprès des banques grecques [9]
- 2019 : Acquisition de prêts auprès de la société de management de crédit Getback en Pologne (en cours de négociation) [10]